# MILEX

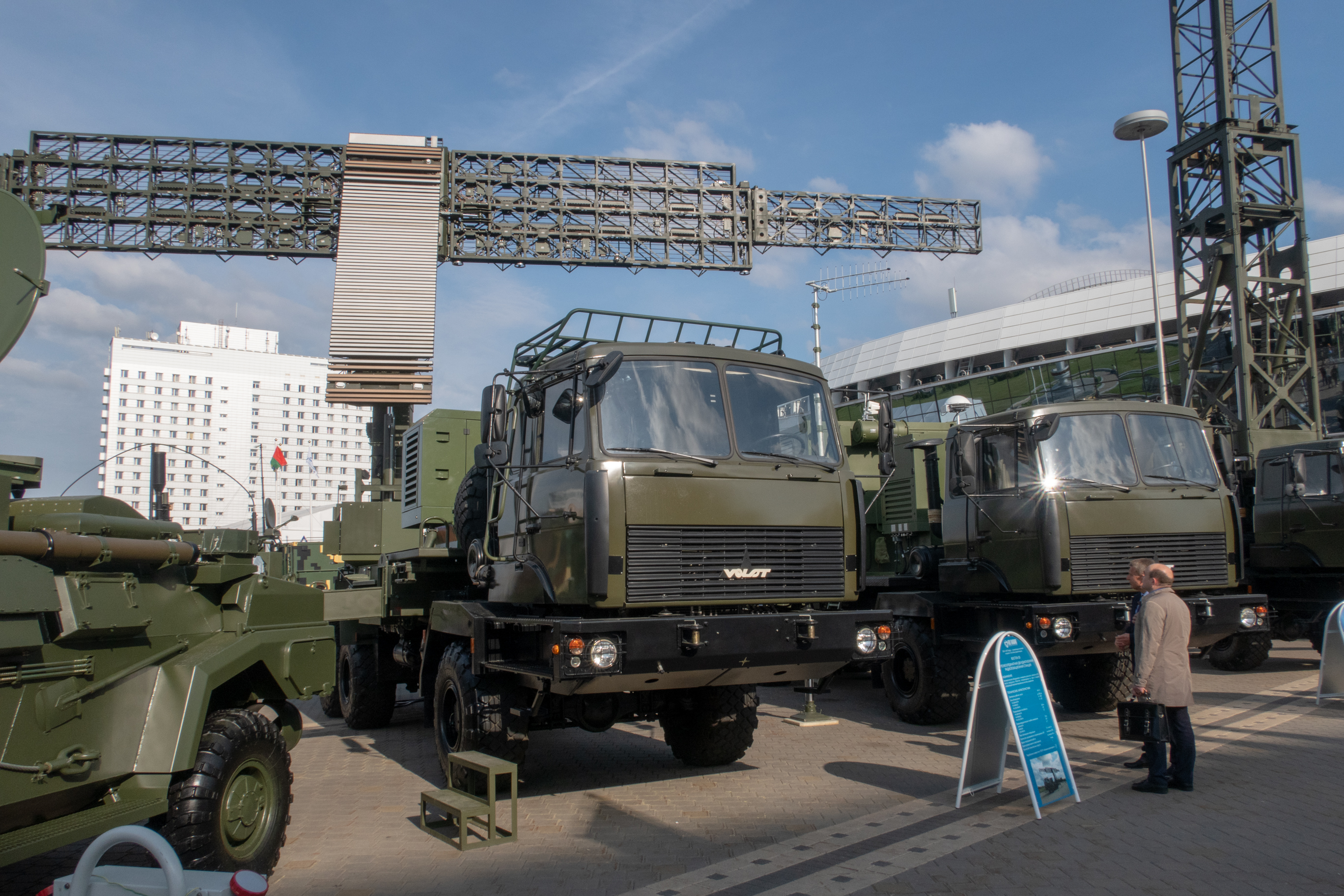
Выставка военной техники на Milex-2019

MILEX (рус. Минская оборонная выставка / Минский салон оборонной промышленности; бел. Мінская абаронная выстава / Мінскі салон абароннай прамысловасці; англ. Minsk Defence Exhibition / Minsk Defense Industry Salon)  — регулярная международная выставка вооружений и военной техники, проводимая в Минске один раз в два года.

## История
MILEX на регулярной основе проходит раз в два года, начиная с 2001-го. Тогда выставка собрала 119 участников, и с её экспозицией ознакомились свыше 10 тысяч посетителей.
Начиная с 3-й выставки MILEX-2005 одним из её организаторов выступает Госкомвоенпром. C этого же года Госкомвоенпром организует и проводит в рамках деловой программы мероприятия Международную научную конференцию по военно-техническим проблемам, проблемам обороны и безопасности, использованию технологий двойного применения.
Тогда же, 18 мая 2005 года, на 227-м общевойсковом полигоне Борисовский для гостей, участников и журналистов состоялся демонстрационный показ техники, экспонируемой на MILEX-2005. Здесь прошла демонстрация боевых возможностей комплекса средств управления подразделением стрелков-зенитчиков «Шлем» (ГНПО «АГАТ»), боевой машины пехоты БМП-2, оборудованной прицельным комплексом «Рубеж-М» производства ОАО «Пеленг», а также возможности автопоездов МЗКТ-74295 в сцепке с полуприцепом МЗКТ-93783 по погрузке и разгрузке танков Т-72 (ПРУП «Минский завод колёсных тягачей»). Кроме того, были показаны возможности боевого применения модернизированного самолёта Су-27УБМ (РУПП «558 АРЗ») по наземным целям лазерной корректируемой авиационной бомбой КАБ-500Л и неуправляемыми авиационными ракетами С-8ОФ.
В 2017 году выставку посетили 47 официальных делегаций из 30 стран мира, а также более 200 делегаций деловых кругов из 48 стран мира. В 2019 году здесь было свыше 70 тысяч человек, в том числе более 20 тысяч специалистов, работающих в области обороны. На MILEX побывали представительные зарубежные делегации более чем из 47 государств. Ход работы выставки освещали 200 информагентств, телеканалов и радиостанций Республики Беларусь и стран СНГ.

## Характеристика
Организаторами мероприятия выступают Государственный военно-промышленный комитет, Министерство обороны Республики Беларусь, а устовителем — национальный выставочный центр «БелЭкспо». Официальными партнёрами MILEX стали объединение выставочных компаний «БИЗОН» и ГВТУП «Белспецвнештехника». Главными целями выставки являются «широкое представление продукции белорусской оборонной промышленности, ознакомление с новыми разработками в области высоких технологий, демонстрация возможностей предприятий, занимающихся модернизацией, ремонтом боевой техники и оказывающих услуги Вооружённым Силам». Основные направления экспозиции мероприятия стали бронетанковая техника, ракетное, артиллерийское и стрелковое вооружение, системы ПВО малого и среднего радиуса действия, высокотехнологичное оборудование и системы, боеприпасы и спецхимия, полигонная измерительная аппаратура и оборудование, оптико-электронное оборудование и системы, техника и средства радиационной, химической и биологической защиты, технические средства и системы обеспечения войск, информационные системы и системы защиты информации, транспортные средства (автомобили, тягачи), авиация и ракетно-космические комплексы, аэрокосмические технологии, пилотажно-навигационные комплексы и системы автоматического управления, техника и технологии двойного назначения, дорожные, строительные и грузоподъемные средства и механизмы, модернизация и ремонт боевой техники и вооружения, оборудование и технологии утилизации вооружения, военной техники и боеприпасов, военные ВУЗы и учебные центры, военная научно-исследовательская база, военная медицина, а также обмундирование, одежда и специальные принадлежности.

## Участники
Участниками выставки являлись или являются следующие предприятия:
- 140-й ремонтный завод
- 2566-й завод по ремонту радиоэлектронных вооружений
- 2ТС Инжиринг
- 558-й авиационный ремонтный завод
- EDePro Company
- Авиатехсистемы
- АГАТ
- Актуальные решения безопасности
- Алмаз-Антей
- Армоком-Центр
- Атомтех
- Белвнешпромсервис
- Белинсофт
- БелОМО
- Белснабпром
- Белспецвнештехника
- Белтех Оптроникс
- Белтехэкспорт
- Вундеркабель
- Дисплей (конструкторское бюро)
- Завод точной электромеханики
- КБ Радар
- Минотор-Сервис
- Минский завод колёсных тягачей
- Уралвагонзавод
- ОКБ ТСП
- Пеленг
- Передовая текстильщица
- Ивановский парашютный завод «Полёт»
- Рособоронэкспорт
- Техманш

Кроме того, активными участниками являются Военная академия Республики Беларусь, Военно-медицинский факультет БГМУ, военно-информационное агентство «Ваяр» и издательский дом «Национальная оборона».